# Roncus remesianensis
Espèce
Synonymes
- Roncus pljakici remesianensis Ćurčić, 1981

Roncus remesianensis est une espèce de pseudoscorpions de la famille des Neobisiidae.

## Distribution
Cette espèce est endémique de Serbie. Elle se rencontre à Crnoklište dans la grotte Govedja Pećina.

## Description
Le mâle mesure 3,12 mm et les femelles de 3,55 à 4,015 mm.

## Systématique et taxinomie
Cette espèce a été décrite sous le protonyme Roncus pljakici remesianensis par Ćurčić en 1981. Elle est élevée au rang d'espèce par Ćurčić, Lee et Makarov en 1993.

## Publication originale
- Ćurčić, 1981 : New cave-dwelling pseudoscorpions from Serbia. Bulletin de l'Académie Serbe des Sciences et des Arts, Classe des Sciences Naturelles et Mathématiques, vol. 75, p. 105-114.